# Katarina Mögenburg
Katarina Mögenburg (* 16. Juni 1991) ist eine ehemalige deutsch-norwegische Leichtathletin, die sich auf den Hochsprung spezialisiert hatte.

## Berufsweg
Mögenburg gehörte zum Abschlussjahrgang 2010 der sportorientierten Wang Toppidrett-Schule Oslo. Im Herbst 2011 nahm sie in Oslo ein Studium der Kunstgeschichte auf. Im Wintersemester 2014/15 studierte Mögenburg in Berlin. Nachdem sie ihren Bachelor in Konservierung und Restaurierung abgeschlossen hatte, stellte sie den zeitaufwändigen Masterabschluss in Malereikonservierung zu Gunsten des Sports zurück und arbeitet in Oslo als Projektassistentin in einer Firma, die Hotels einrichtet.

## Sportliche Karriere
Mögenburg ist seit ihrem zwölften Lebensjahr Hochspringerin. International startet sie für Norwegen. Schon in den Nachwuchsklassen nahm Mögenburg für Norwegen an den U20-Europameisterschaften 2009 in Novi Sad und den U20-Weltmeisterschaften 2010 in Moncton teil sowie an den U23-Europameisterschaften 2013 in Tampere. Mögenburg konnte sich auch für die Halleneuropameisterschaften 2015 in Prag und die Europameisterschaften 2016 in Amsterdam qualifizieren. 2015 startete sie für Norwegen bei der Sommer-Universiade in Gwangju (Südkorea) und erreichte mit 1,80 m den 6. Platz.
Neben den norwegischen Meistertiteln im Hochsprung 2013 und 2015 holte sich Mögenburg auch einen norwegischen Hallenmeistertitel im Weitsprung. Sie war bis Anfang 2018 dreimal Norwegische Meisterin in der Halle und zweimal im Freien.
Bei den Deutschen Juniorenmeisterschaften errang sie in der U23-Klasse 2010 und 2011 Bronze.
2014 holte Mögenburg wiederum Bronze sowohl bei den  Deutschen Hallenmeisterschaften als auch bei den
Deutschen Meisterschaften. Bei den Deutschen Meisterschaften 2014 erreichte sie mit Einstellung ihrer persönlichen Bestleistung von 1,84 m den dritten Platz.
2015 und 2016 wurde sie jeweils hinter Marie-Laurence Jungfleisch Vizemeisterin in dieser Disziplin. In der Halle holte sie 2017 Bronze.
Bei den Deutschen Hallenmeisterschaften 2018 in Dortmund errang sie mit Saisonbestleistung von 1,83 m gemeinsam mit Jungfleisch den Meistertitel.
2019 trat Mögenburg weder bei den Deutschen Hallenmeisterschaften noch bei den Deutschen Meisterschaften an.
2020 wurde sie mit Einstellung ihrer Saisonbestleistung von 1,83 m Deutsche Hallenvizemeisterin.

## Vereinszugehörigkeiten und Trainer
In Deutschland startete Mögenburg für den TSV Bayer 04 Leverkusen und in Norwegen für Idrettslaget Tyrving (IL Tyrving). Trainiert wurde sie von ihrem Vater,  dem deutschen Hochsprung-Olympiasieger Dietmar Mögenburg.

## Familie
Mögenburg ist die Tochter des deutschen Hochsprung-Olympiasiegers Dietmar Mögenburg und dessen norwegischer Frau, einer ehemaligen Weitspringerin. Ihr älterer Bruder Jonas trat im Weitsprung an. Seit dem Jahr 2006 lebt sie mit ihrer Familie in einem Vorort von Oslo.

## Bestleistungen
Jahresbestleistungen
| Hochsprung | Halle  | Freiluft |
| 2007       |        | 1,72 m   |
| 2008       | 1,73 m | 1,70 m   |
| 2009       | 1,77 m | 1,76 m   |
| 2010       | 1,80 m | 1,80 m   |
| 2011       | –      | 1,84 m   |
| 2012       | 1,86 m | 1,78 m   |
| 2013       | 1,84 m | 1,80 m   |
| 2014       | 1,82 m | 1,84 m   |
| 2015       | 1,88 m | 1,90 m   |
| 2016       | 1,88 m | 1,87 m   |
| 2017       | 1,88 m | 1,82 m   |
| 2018       | 1,83 m | 1,85 m   |
| 2019       | –      | 1,84 m   |
| 2020       | 1,83 m | 1,70 m   |

(Stand: 22. Dezember 2020)
Persönliche Bestleistungen
- Hochsprung: 1,90 m, 28. Juni 2015, Bühl
  - Halle: 1,88 m, 27. Januar 2015, Cottbus

## Erfolge
Deutschland
- 2010: 8. Platz Deutsche Hallenmeisterschaften
- 2010: 3. Platz Deutsche U23-Meisterschaften
- 2011: 3. Platz Deutsche U23-Meisterschaften
- 2011: 7. Platz Deutsche Meisterschaften
- 2012: 6. Platz Deutsche Hallenmeisterschaften
- 2012: 8. Platz Deutsche Meisterschaften
- 2012: 4. Platz Deutsche U23-Meisterschaften
- 2013: 7. Platz Deutsche Hallenmeisterschaften
- 2014: 3. Platz Deutsche Hallenmeisterschaften
- 2014: 3. Platz Deutsche Meisterschaften
- 2015: 3. Platz Deutsche Hallenmeisterschaften
- 2015: Vizemeisterin
- 2016: Vizemeisterin
- 2016: Vizemeisterin
- 2017: 3. Platz Deutsche Hallenmeisterschaften
- 2017: 6. Platz Deutsche Meisterschaften
- 2018: Deutsche Hallenmeisterin
- 2018: 3. Platz Deutsche Meisterschaften
- 2020: Deutsche Hallenvizemeisterin
- 2020: 10. Platz Deutsche Meisterschaften

International
- 2009: 19. Platz U20-Europameisterschaften
- 2010: 20. Platz U20-Weltmeisterschaften
- 2013: 23. Platz U23-Europameisterschaften
- 2015: 11. Platz Halleneuropameisterschaften 2015
- 2015: 6. Platz Sommer-Universiade
- 2016: 18. Europameisterschaften 2016